# Igreja de São Paulo (Lisboa)
A Igreja de São Paulo  foi construída no século XVI, em Lisboa. No dia 1 de novembro de 1755, o grande terramoto e o subsequente incêndio que vitimou a cidade de Lisboa, destruíram boa parte do edificado. O atual edificado foi reconstruído em 1768, conforme o projeto do arquiteto Francisco Remígio de Abreu.

## Galeria

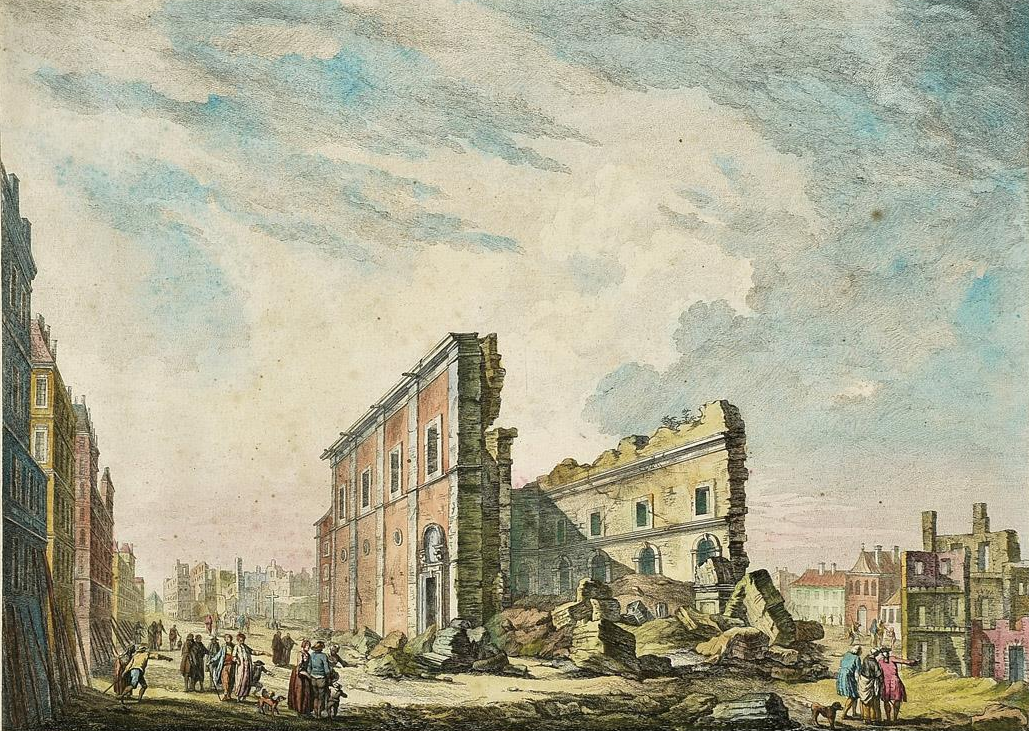
Ruínas da Igreja de S. Paulo após o terramoto de 1755. - Jacques-Philippe Le Bas, 1757.
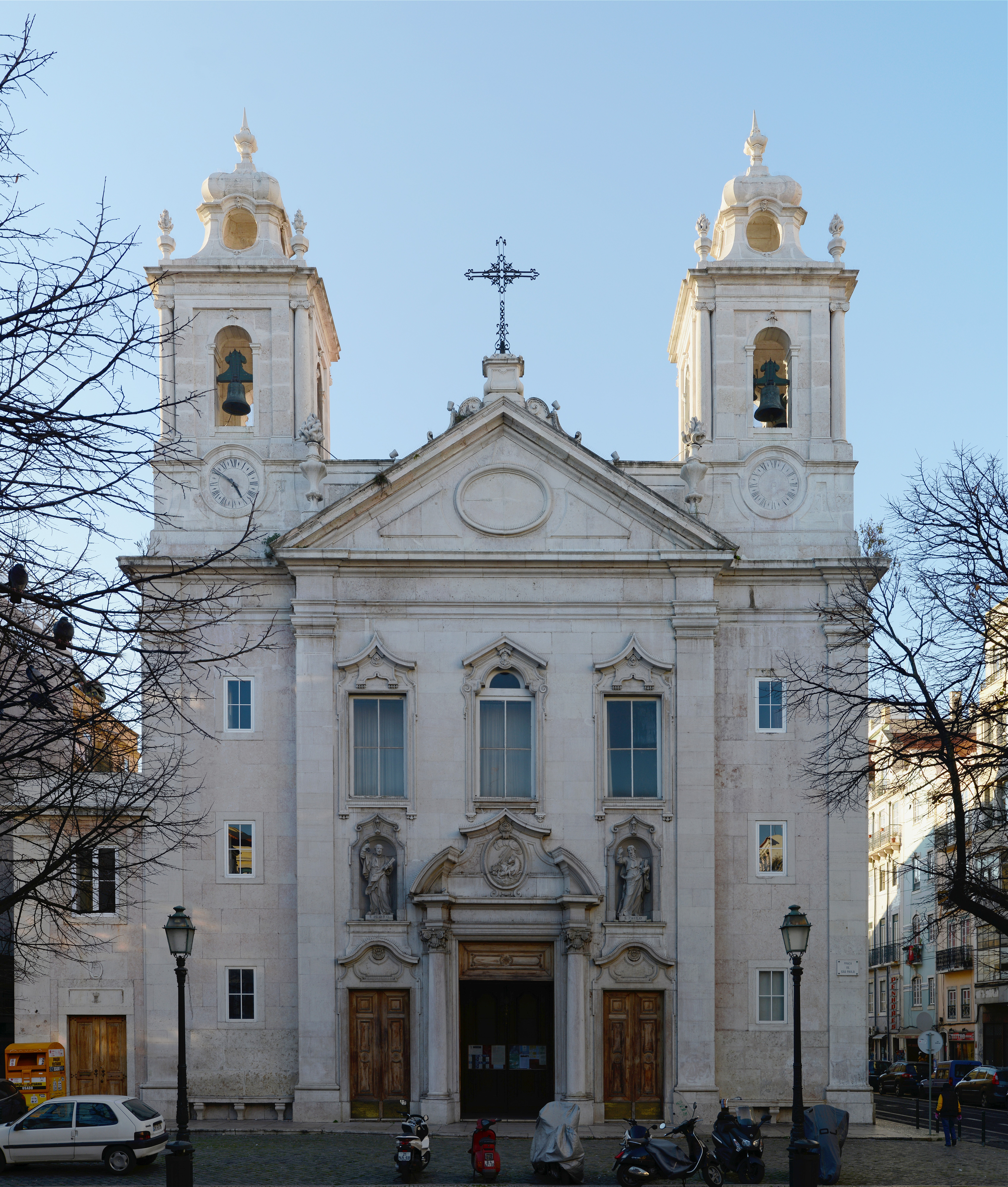
O atual edificado foi reconstruído em 1768.
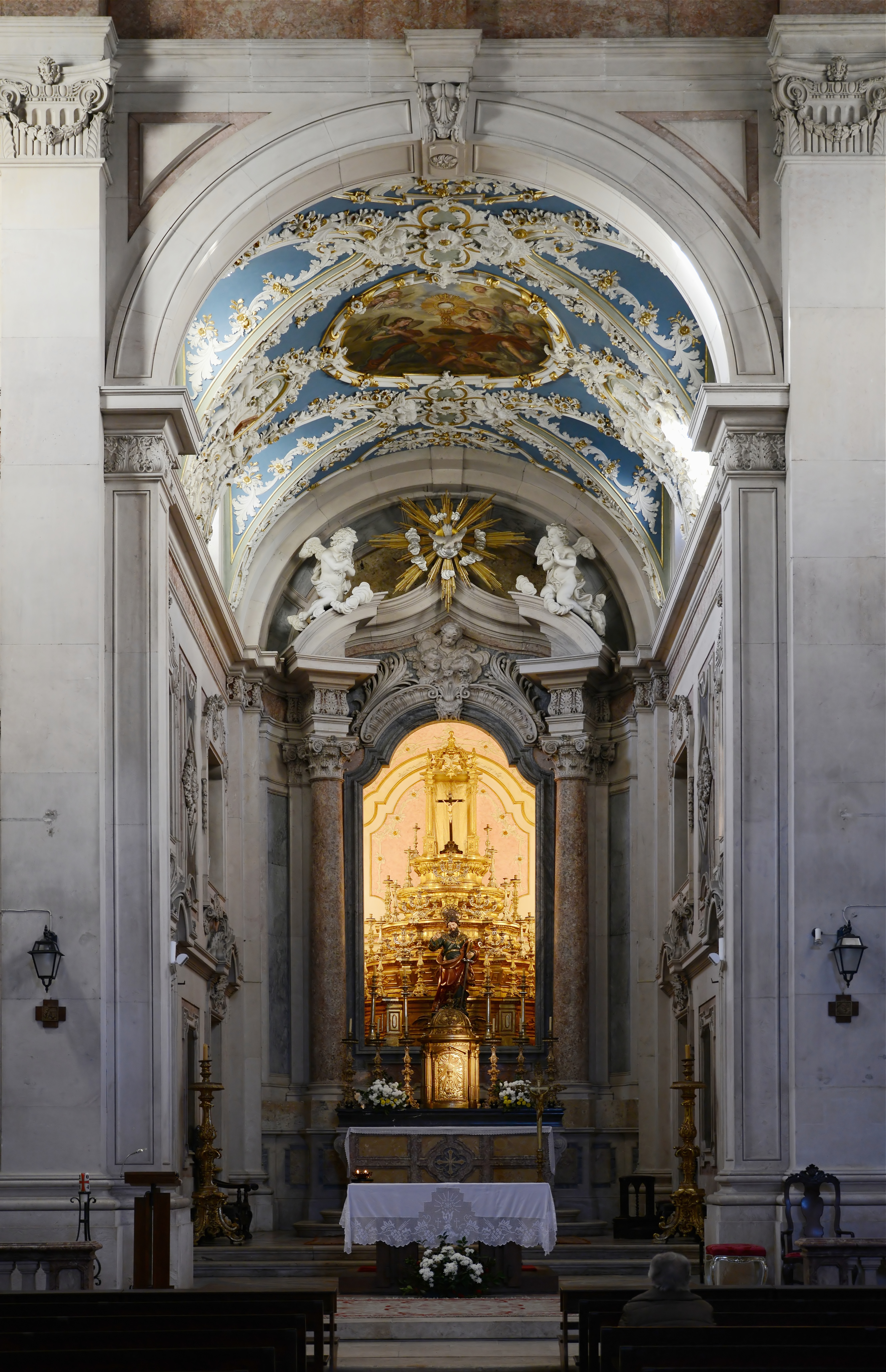
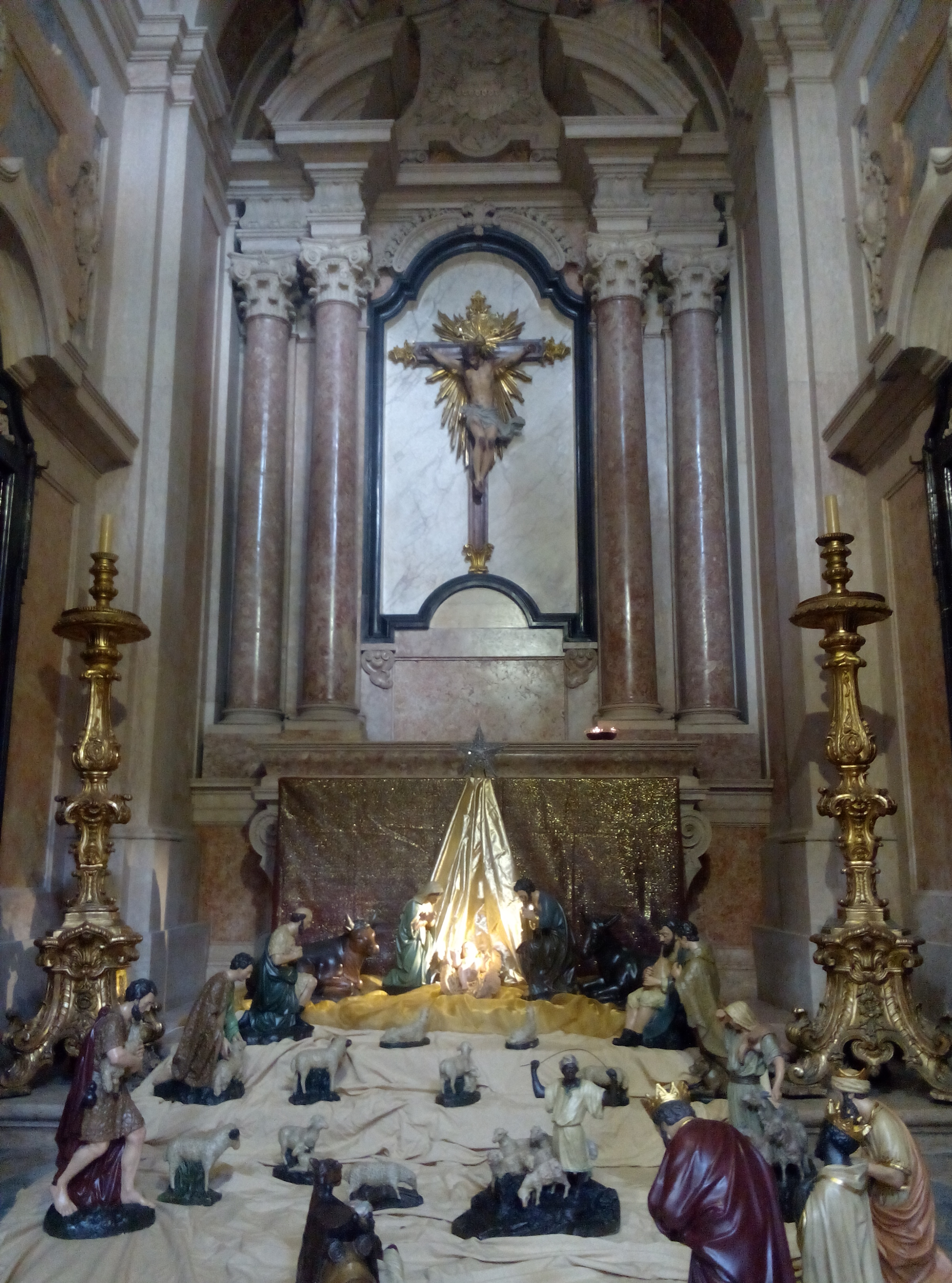